# 만민의 왕

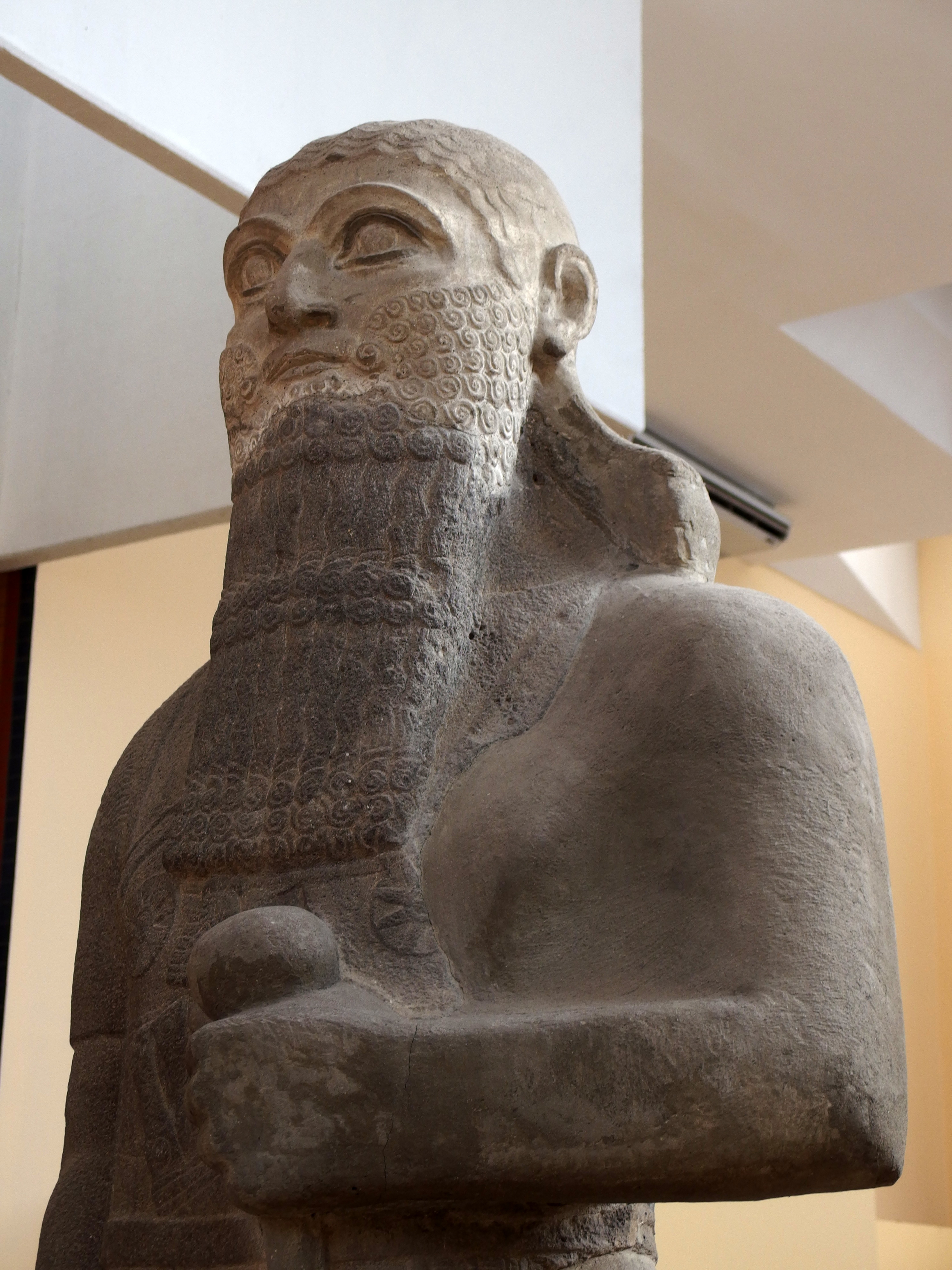
만민의 왕이라는 칭호는 신아시리아 왕 살만네세르 3세가 자주 사용했다.

만민의 왕(아카드어 : šar kiššat nišē   )은 일부 아시리아의 왕들이 주장한 칭호였다. 그것은 세계 사방의 왕 및 우주의 왕과 함께 명시적으로 세계 지배를 주장하는 여러 고대 메소포타미아 칭호 중 하나였다. 기원전 2300년경 아카드 제국에 기원을 두고 천년 이상의 메소포타미아 역사를 통틀어 널리 인식되고 사용된 이 다른 두 칭호와 달리, 만민의 왕이라는 칭호는 후기 아시리아에서 소수의 왕들만 사용했던 칭호로 보인다.
세계 지배의 다른 칭호들과 달리 "만민의 왕"은 영토적 영역을 가리키는 것이 아니라 오히려 아시리아 왕이 이방인보다 우월하고 그들(모두)을 다스릴 정당한 권리를 가졌다는 것을 가리킨다.  그것은 중기 아시리아 왕 샬마네세르 1세와 투쿨티-닌우르타 1세의 칭호에 나타난다.
만민의 왕은 신아시리아 왕 아슈르나시르팔 2세가 사용한 여러 칭호 중 하나였으며, 그가 사용한 다른 유사한 칭호 및 별명으로는 만민의 지휘관(šapir kal nišē) 및 만민을 다스리는 자(ša naphar kiššat nišē ipellu )가 있다. 모든 민족에 대한 통치권을 행사하기 위해 아슈르나시르팔은 그의 제국 전역에서 사람들을 그 위치로 이동시킨 결과 님루드의 새로운 수도가 매우 뚜렷한 다민족적 특성을 갖도록 했다. 만민의 왕은 아슈르나시르팔의 후계자 샬마네세르 3세가 자주 사용되는 중요한 칭호이기도 하다.

## 알려진 만민의 왕 목록
- 살만네세르 1세 (기원전 1263–1234) [2]
- 투쿨티-닌우르타 1세 (r. 1233–1208 BC) [2]
- 아슈르나시르팔 2세 (r. 883–859 BC) [1]
- 살만네세르 3세 (r. 859–824 BC) [1] [5]

### 참조주
1. 1 2 3 4 5 6  Karlsson 2016.
2. 1 2 3 4  Sazonov 2011.
3. ↑  Liverani 2001.
4. ↑  Karlsson 2013.
5. ↑  Yamada 2014.

### 서지
- Liverani, Mario (2001). “Universal Control”. 《International Relations in the Ancient Near East, 1600–1100 BC》: 23–28. doi:10.1057/9780230286399_3. ISBN 978-1-349-41439-0.
- Karlsson, Mattias (2013). 《Early Neo-Assyrian State Ideology Relations of Power in the Inscriptions and Iconography of Ashurnasirpal II (883–859) and Shalmaneser III (858–824)》. Instutionen för lingvistik och filologi, Uppsala Universitet. ISBN 978-91-506-2363-5.
- Karlsson, Mattias (2016). 《Relations of Power in Early Neo-Assyrian State Ideology》. Walter de Gruyter GmbH & Co KG. ISBN 9781614519683.
- Sazonov, Vladimir (2011). 《Die mittelassyrischen, universalistischen Königstitel und Epitheta Tukultī-Ninurtas I. (1242–1206)》. Ugarit-Verlag.
- Yamada, Shigeo (2014). “Inscriptions of Tiglath-pileser III: Chronographic-Literary Styles and the King's Portrait”. 《Orient》 49: 31–50. doi:10.5356/orient.49.31.